# Sofieberg, Långholmen

Sofieberg är ett område på västra delen av ön Långholmen i Stockholm, beläget inte långt från Karlshälls gård.  
Sofiebergs område består i dag av två äldre byggnader, dels ett grönmålat hus (“Gröna huset”), dels ett rödmålat hus (“Röda huset”) samt ett nyare sommarhus. "Gröna huset" tillkom som sommarnöjen under 1800-talets andra hälft. På 1860-talet ägdes Sofieberg av grosshandlaren Frans Schartau. Gården har sedan haft många ägare som uppförde nya byggnader på tomten. Det intressantaste av husen är “Gröna huset”, gestaltat i schweizerstil med riklig snickarglädje och ett hörntorn. När byggnaden fick sitt nuvarande utseende går inte att klarlägga, eftersom byggnadsritningar saknas. Ursprungligen fanns vid stranden ytterligare en stor träbyggnad, som kallades “Sjövillan, Sofieberg”. Huset brann och revs 1961.
Sofiebergs tomt omfattade länge hela Långholmens västra udde. På mitten av 1970-talet, när verksamheten i Långholmens centralfängelse upphörde, gjordes området tillgängligt för allmänheten och Stockholms stad anlade en promenadväg runt ön, förbi Sofieberg. Innan dess var Sofieberg avstängd för allmänheten med staket och grind. Sofieberg används fortfarande som sommarbostad.

## Bilder

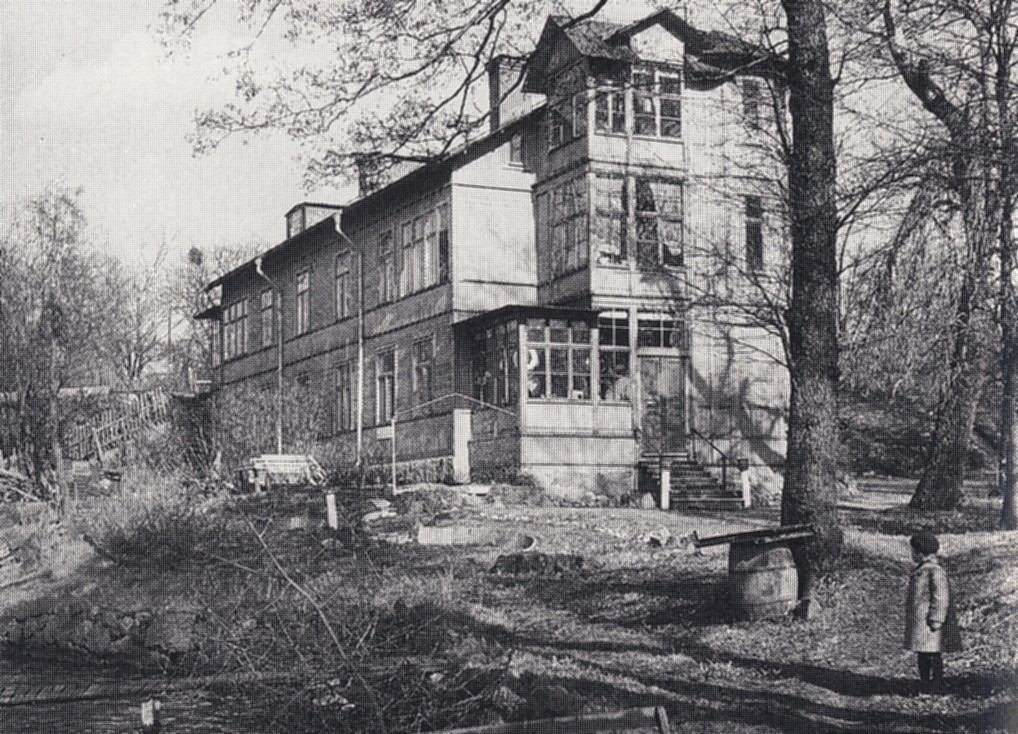
Sjövillan 1947 (riven 1961)
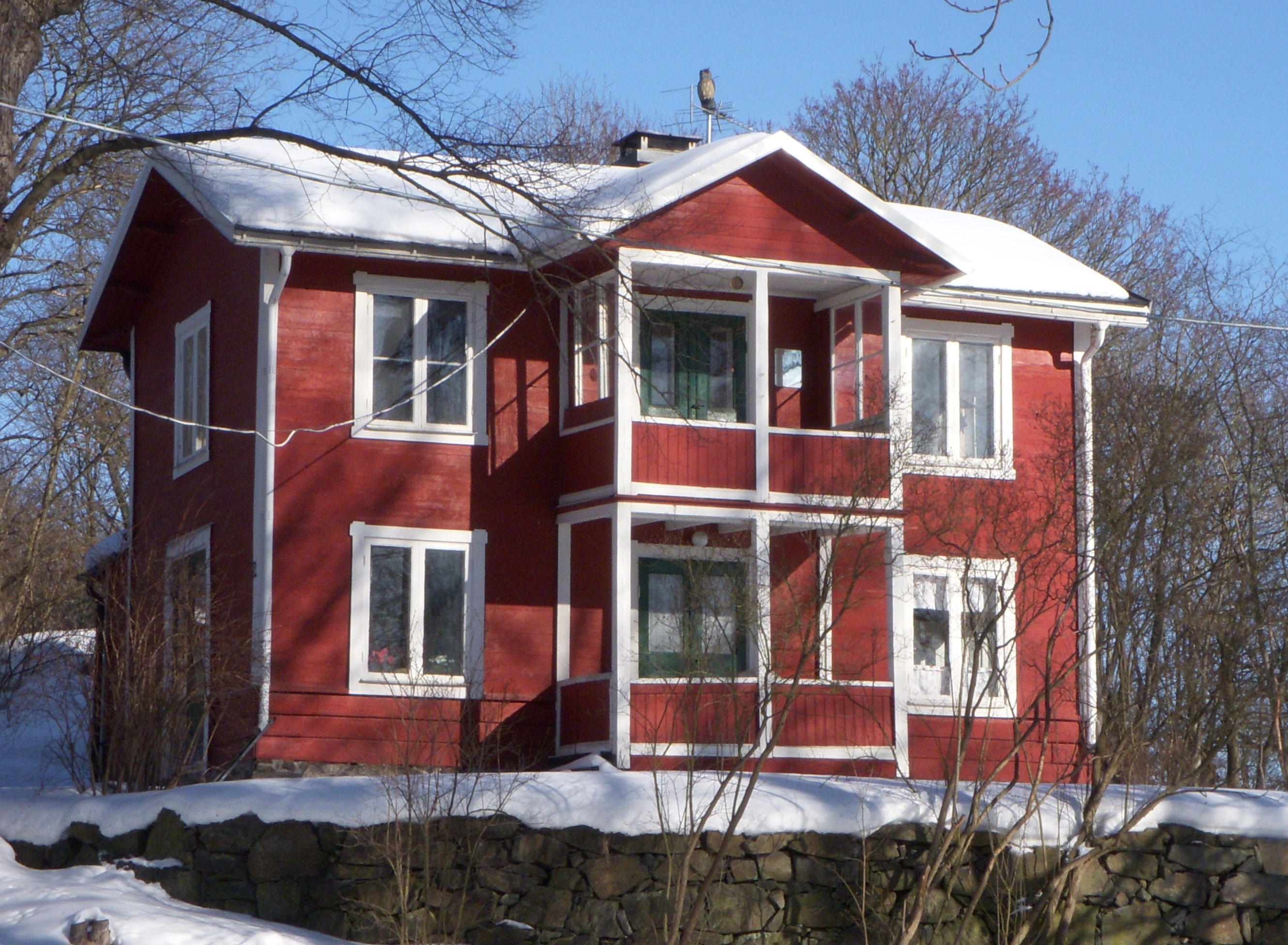
Röda huset 2010
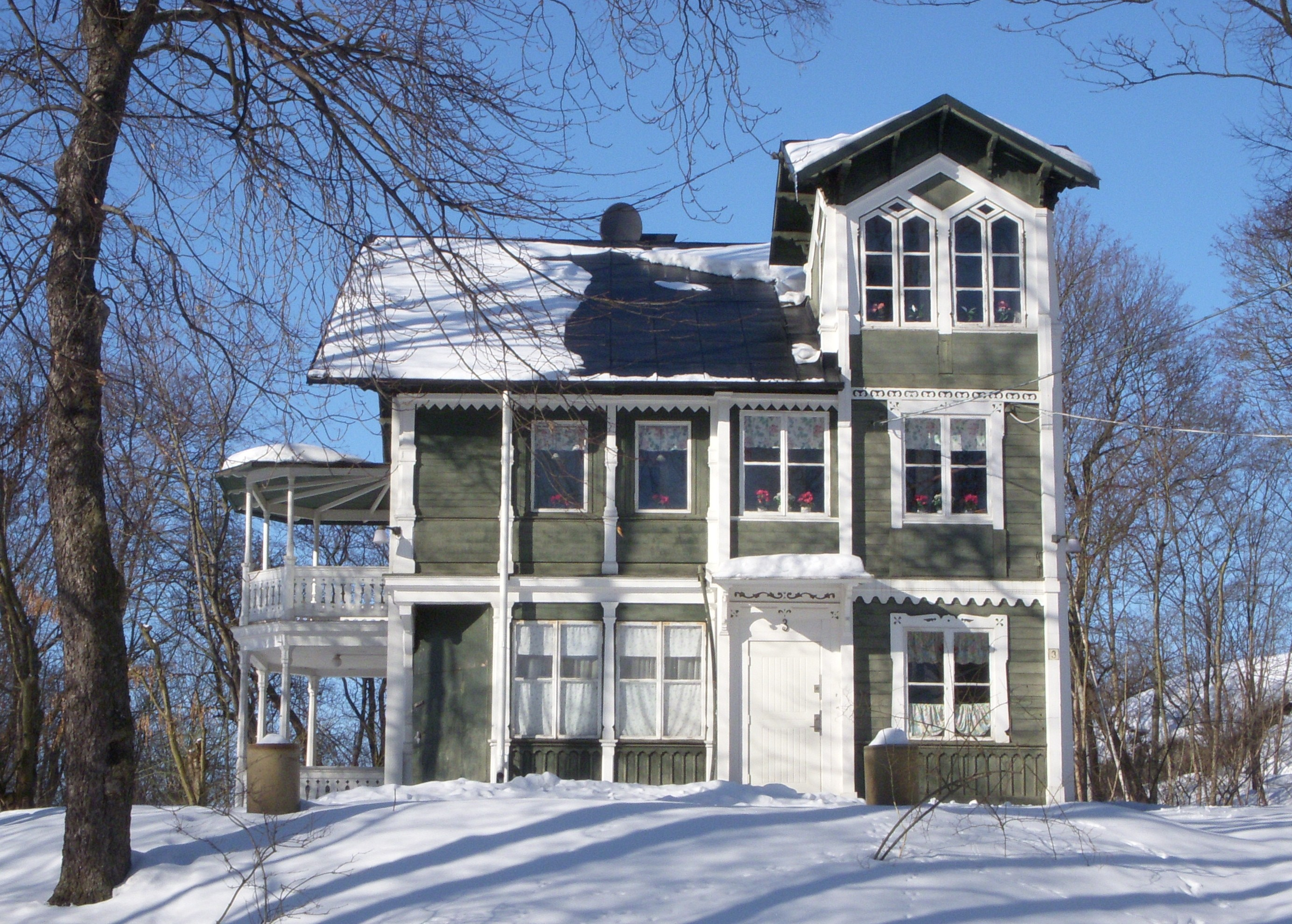
Gröna huset 2010